# Mons-en-Laonnois
Mons-en-Laonnois é uma comuna francesa na região administrativa de Altos da França, no departamento de Aisne. Estende-se por uma área de 4,1 km². Em 2010 a comuna tinha 1 180 habitantes (densidade: 287,8 hab./km²).